# Lago Amadjuak
El lago Amadjuak es un lago de Canadá, situado en la isla de Baffin, en el territorio autónomo de Nunavut.

## Geografía
Es el segundo lago en tamaño (después del lago Nettilling) de la isla de Baffin y el tercero mayor de Nunavut. Es situado a 113 m de altitud en el gran llano del río Koukdjuak, en el sur de la isla y tiene una superficie de 3115 km².
Este lago emergió hace solo 4500 años (muy reciente en términos geológicos) de las aguas de la cuenca Foxe. El lago Amadjuak está a 154 kilómetros al sur de la bahía de Burwash. La ciudad más cercana es Iqaluit.